# Harmica
Harmica je pogranično naselje u Općini Brdovec, Zagrebačka županija. Udaljeno je oko 13 km od Zaprešića, s kojim je povezan državnom cestom D225 Harmica – Brdovec – Zaprešić. 
Ime naselja Harmica dolazi od mađarskog naziv za tridesetnicu (mađ. harminc: trideset), odnosno ono što danas poznajemo pod terminom carina (ubiranja poreza u visini od tridesetog dijela vrijednosti robe).
U naselju se nalazi i željeznička stanica na pruzi Kumrovec – Savski Marof – Zagreb. Ova željeznička stanica 2008. godine je obnovljena i trenutačno je posljednja stanica do koje prometuju vlakovi, jer je pruga dalje do Kumrovca već nekoliko godina u remontu.
U naselju je smješten malogranični prijelaz s Republikom Slovenijom. Sa susjednom Slovenijom povezano je mostom preko rijeke Sutle. Prema popisu iz 2001. godine selo ima 232 stanovnika. 
U selu djeluje DVD "Harmica".
Ivan Perkovac, publicist, urednik "Pozora" i "Vienca", zastupnik u Hrvatskom saboru i tajnik Matice hrvatske, rođen je u Harmici 23. svibnja 1826. (umro je u Samoboru 16. travnja 1871.).

## Stanovništvo
| broj stanovnika | 122   | 137   | 161   | 158   | 181   | 186   | 152   | 181   | 163   | 163   | 181   | 172   | 177   | 190   | 232   | 284   | 245   |
|                 | 1857. | 1869. | 1880. | 1890. | 1900. | 1910. | 1921. | 1931. | 1948. | 1953. | 1961. | 1971. | 1981. | 1991. | 2001. | 2011. | 2021. |

## Galerija
- Kapelica
- Željeznička stanica Harmica, nakon elektrifikacije pruge